# Hans Fabricius

Hans Fabricius

Hans Eugen Stephan Fabricius (* 6. April 1891 in Berlin; † 28. April 1945 ebenda) war ein deutscher Jurist und Politiker (NSDAP).

## Leben und Wirken

### Leben im Kaiserreich (1891 bis 1919)
Fabricius wurde 1891 als Sohn des Oberleutnants und Militärschriftstellers Johann Fabricius geboren. Nach dem Besuch des königlichen Wilhelms-Gymnasiums in Berlin studierte er Rechtswissenschaften an den Universitäten Freiburg im Breisgau und Berlin. 1913 promovierte er in Greifswald zum Dr. jur. Im selben Jahr wurde er preußischer Gerichtsreferendar.
Von 1915 bis 1918 nahm Fabricius als Armierungssoldat, Musketier, Unteroffizier, Offiziersaspirant und MG-Führer am Ersten Weltkrieg teil. Er kämpfte in Russland, Serbien sowie an der Westfront in Frankreich (Schlacht von Verdun; Sommeschlacht; Hermannsstellung) und wurde 1916 mit dem Eisernen Kreuz II. Klasse ausgezeichnet. 1918 geriet er in britische Kriegsgefangenschaft, in der er bis 1919 verblieb.

### Leben in der Weimarer Republik (1919 bis 1933)
Nach seiner Rückkehr aus dem Krieg legte Fabricius 1920 die große juristische Staatsprüfung ab. Anschließend trat er als preußischer Gerichtsreferendar in den Justizdienst ein. Von 1921 bis 1927 war Fabricius als juristischer Referent beim Reichsbeauftragten für Überwachung der Ein- und Ausfuhr, bei der Hauptfahndungsstelle der Reichszollverwaltung und beim Landesfinanzamt Brandenburg in Berlin tätig. Von 1921 bis 1928 arbeitete er zugleich als Rechtsanwalt beim Kammergericht in Berlin. Zum 1. September 1929 trat Fabricius in die NSDAP ein (Mitgliedsnummer 150.461), zudem war er Mitglied im Kampfbund für deutsche Kultur.
Im März 1928 erhielt Fabricius eine Anstellung als beamteter Regierungsrat in der Reichszollverwaltung. Von Mai bis September 1928 war er Bezirkskommissar in Zittau. Seit November 1928 war er Regierungsrat beim Landesfinanzamt Brandenburg. Im Oktober 1929 wurde er jedoch aufgrund seines öffentlichen Eintretens für den Nationalsozialismus, den seine Vorgesetzten mit seiner Stellung im Staatsdienst für unvereinbar hielten, vom Staatsdienst suspendiert. Hinzu kam ein Disziplinarverfahren, das sich über mehrere Instanzen zog und erst im Februar 1933 eingestellt wurde.
Im September 1930 wurde Fabricius als Kandidat seiner Partei für den Wahlkreis Berlin in den Reichstag gewählt. In der Folge gehörte er dem deutschen Parlament ohne Unterbrechung bis zum April 1945 an. Im November 1932 übernahm Fabricius den Posten des Geschäftsführers der NSDAP-Fraktion im Reichstag. Das wichtigste parlamentarische Ereignis an dem Fabricius in dieser Zeit teilnahm, war die – unter anderem auch mit Hilfe von Fabricius Stimme erfolgende – Verabschiedung des Ermächtigungsgesetzes im März 1933, das neben der Reichstagsbrandverordnung vom Februar 1933 die Grundlage für die Errichtung der nationalsozialistischen Diktatur bildete. Im September 1939 gehörte Fabricius zu den Parlamentariern, die die Staffage für Hitlers berühmte Rede anlässlich der Bekanntgabe des deutschen Überfalls auf Polen bildeten.
In der NSDAP tat Fabricius sich vor allem als Anhänger von Wilhelm Frick hervor, der ihn im September 1930 zum Beauftragten der thüringischen Landesregierung für Sonneberg ernannte. Bereits seit Juni 1930 übte Fabricius das Amt des Rechtsbeirates der Stadt Sonneberg aus.

### Leben im Nationalsozialismus (1933 bis 1945)
Nach der „Machtergreifung“ der Nationalsozialisten im Frühjahr 1933 wurde Fabricius von Frick, der nun zum Innenminister avanciert war, im Juli 1933 als Oberregierungsrat und persönlicher Referent ins Innenministerium berufen. 1939 wurde er zum Ministerialdirigenten befördert und mit der Leitung einer Unterabteilung des Ministeriums beauftragt. Daneben war er von 1933 bis 1945 Gauamtsleiter des Amtes für Beamte im Gau Berlin.
Seit 30. Januar 1939 war Fabricius Inhaber des Goldenen Parteiabzeichens der NSDAP.
Abseits seiner politischen Tätigkeit fiel Fabricius durch eine Reihe von Buchveröffentlichungen auf. Von diesen Schriften ist die 1932 erschienene, 1934 und 1936 nachgedruckte, Schrift Schiller als Kampfgenosse Hitlers, in der er den Weimarer Dichter zum Gesinnungsgenossen Adolf Hitlers und zum „feurig[en] Künder deutschen Wollens“ erklärt, die wahrscheinlich am meisten beachtete.
1944 wurde Fabricius zum Senatspräsidenten beim Reichsverwaltungsgericht ernannt. Er starb in der Endphase des Zweiten Weltkrieges bei den Kämpfen um Berlin.

## Schriften
- Schiller als Kampfgenosse Hitlers. Nationalsozialismus in Schillers Dramen, Bayreuth 1932.
- Der Beamte einst und im neuen Reich, 1933.
- Der Nationalsozialismus im Kampf um die Kirche, 1933.
- Bewegung, Staat und Volk in ihren Organisationen. Führerkalender, 1935. (mit Kurt Stamm)
- Das Programm der NSDAP, 1937.
- Organisatorischer Aufbau der NSDAP, 1939.
- Reichsinnenminister Dr. Frick. Der revolutionäre Staatsmann, 1939.